# Babki (Ermland-Mazurië)
Babki (Duits: Babken; 1938-1945: Steinbrück) is een plaats in het Poolse woiwodschap Ermland-Mazurië, in het district Gołdapski. De plaats maakt deel uit van de stad- en landgemeente Gołdap en telt 210 inwoners.